# Вільям Філо
Вільям Філо (17 лютого 1882, Іслінгтон, Міддлсекс, Англія, Велика Британія — 7 липня 1916, Франція) — британський боксер-професіонал середньої ваги, який виступав на початку ХХ століття. Він виграв бронзову медаль з боксу на Літніх Олімпійських іграх 1908 року, програвши Реджинальду Бейкеру в півфіналі. Він служив у британській армії у 8-му батальйоні королівських стрільців і пропав безвісти у віці 34 років під час битви на Соммі у Франції 7 липня 1916 року як старшина роти. Його останки не були знайдені, і його ім'я записано на меморіалі Тіепвалю.

## 1908 результати Олімпійських ігор
Нижче наведено рекорд Вільяма Філо, британського боксера середньої ваги, який змагався на Олімпійських іграх у Лондоні 1908 року: 
    1/8 фіналу: переміг Артура Мердока (Велика Британія) рішенням суддів, 2-1
    Чвертьфінал: до побачення
    Півфінал: програв Реджинальду Бейкеру (Австралія та Нова Зеландія) нокаутом у першому раунді (був нагороджений бронзовою медаллю)